# 아카바네역
아카바네역(일본어: 赤羽駅)은 일본 도쿄도 기타구 아카바네에 있는, 동일본 여객철도의 철도역이다. 도호쿠 본선과 아카바네 선이 지나가며, 우쓰노미야 선·다카사키 선·쇼난신주쿠 라인 (도카이도 선·요코스카 선 직결 운행), 게이힌토호쿠 선, 사이쿄 선의 열차를 이용할 수 있다.
도호쿠 본선은 아카바네 역을 기준으로 남쪽으로 쇼난신주쿠 라인이 이용하는 도호쿠 화물선, 오쿠 역을 경유하는 열차선인 우쓰노미야 선, 다바타역에서 아카바네 역을 거쳐 북쪽으로는 우라와역까지를 잇는 게이힌토호쿠 선, 무사시우라와역을 거쳐 오미야로 이어지는 사이쿄 선으로 나뉘게 된다. 때문에 아카바네 역 부근의 도호쿠 복선은 완행선, 급행선, 화물선으로 나뉘는데, 이 중 화물선은 사이타마신토신역에 승강장이 없기 때문에 화물선을 다니는 열차들은 이 역에 서지 않게 된다.

## 역 구조
승강장은 섬식 8면 4선 구조이다. 게이힌 도호쿠 선 B1, B2번 승강장에만 스크림도어가 설치되어 있다.

### 승강장
| 1 | 게이힌 도호쿠 선                                             | 닛포리·우에노·도쿄·요코하마·오후나 방면                                                            |
| 2 | 게이힌 도호쿠 선                                             | 가와구치·미나미우라와·우라와·오미야 방면                                                           |
| 3 | 우쓰노미야 선·다카사키 선 (우에노도쿄라인・도카이도 선 직결) | 오쿠·우에노·도쿄·시나가와·요코하마 방면                                                            |
| 4 | 우쓰노미야 선                                                | 우라와·오미야·오야마·우쓰노미야·구로이소 방면                                                      |
| 4 | ■ 다카사키 선                                                | 우라와·오미야·아게오·구마가야·다카사키·마에바시 방면                                               |
| 5 | 쇼난 신주쿠 라인 (도카이도 본선으로 직결 운행)               | 이케부쿠로·신주쿠·시부야·오사키·요코하마·오다와라 방면                                             |
| 5 | 쇼난 신주쿠 라인 (요코스카 선으로 직결 운행)                 | 이케부쿠로·신주쿠·시부야·오사키·요코하마·즈시 방면                                                 |
| 6 | 쇼난 신주쿠 라인 (우쓰노미야 선으로 직결 운행)               | 오미야·오야마·우쓰노미야·구로이소 방면                                                             |
| 6 | 쇼난 신주쿠 라인 (다카사키 선으로 직결 운행)                 | 오미야·구마가야·다카사키·마에바시 방면                                                             |
| 7 | 사이쿄 선                                                    | 이케부쿠로·신주쿠·시부야·오사키·린카이 선으로 직결 운행 신키바·소테쓰 선으로 직결 운행 에비나 방면 |
| 8 | 사이쿄 선                                                    | 무사시우라와·오미야·가와고에 방면                                                                  |

## 역세권 정보
- 아카바네이와부치 역 - 도쿄 지하철 난보쿠 선, 사이타마 고속철도 사이타마 고속철도선
- 아라카와강

## 역사
- 1885년 3월 1일: 영업 개시.

## 인접역
| 동일본 여객철도 도호쿠 본선 · 도호쿠 본선 오쿠 지선         | 동일본 여객철도 도호쿠 본선 · 도호쿠 본선 오쿠 지선       | 동일본 여객철도 도호쿠 본선 · 도호쿠 본선 오쿠 지선 |
| ----------------------------------------------------------- | --------------------------------------------------------- | --------------------------------------------------- |
| JU 02 우에노 아타미 방면                                    | 우쓰노미야 선 · 다카사키 선 쾌속 라빗토 호 · 쾌속 아반 호 | JU 05 우라와 구로이소 · 다카사키 방면               |
| JU 03 오쿠 아타미 방면                                      | 우쓰노미야 선 · 다카사키 선 통근쾌속 · 보통               | JU 05 우라와 구로이소 · 다카사키 방면               |
| 동일본 여객철도 도호쿠 본선                                 |                                                           |                                                     |
| 가와구치 오미야 방면                                        | 게이힌 도호쿠 선                                          | 히가시주조 오후나 방면                              |
| 동일본 여객철도 야마노테 선 화물지선 · 도호쿠 본선 화물지선 |                                                           |                                                     |
| JS 21 이케부쿠로 오다와라 · 즈시 방면                       | 쇼난 신주쿠 라인                                          | JS 23 우라와 우쓰노미야 · 다카사키 방면             |
| 동일본 여객철도 아카바네 선 · 도호쿠 본선 별선              |                                                           |                                                     |
| 주조 오사키 방면                                            | 사이쿄 선 통근쾌속                                        | 무사시우라와 오미야 방면                            |
| 주조 오사키 방면                                            | 사이쿄 선 쾌속                                            | 도다 공원 오미야 방면                               |
| 주조 오사키 방면                                            | 사이쿄 선 각역정차                                        | 기타아카바네 오미야 방면                            |